# Hymenoscyphus consobrinus
Hymenoscyphus consobrinus är en svampart som först beskrevs av Jean Louis Emile Boudier, och fick sitt nu gällande namn av Hengstm. 1985. Hymenoscyphus consobrinus ingår i släktet Hymenoscyphus och familjen Helotiaceae.   Inga underarter finns listade i Catalogue of Life.